# بان مزاران
بان مزاران، روستایی است از توابع بخش مرکزی شهرستان دالاهو استان کرمانشاه ایران.

## جمعیت
این روستا در  شهر ریجاب قرار داشته و جمعیت آن (550خانوار) 2000نفر میباشد.

## منبع
1. ↑  درگاه ملی آمار